# Georg Wolmar von Fahrensbach
Georg Wolmar von Fahrensbach (* 9. Februar 1586 in Neuenburg; † 19. Mai 1633 hingerichtet in Regensburg) war polnischer Gouverneur von Livland und Offizier im Dreißigjährigen Krieg.

## Stationen im Baltikum, Polen, Siebenbürgen, Türkei, Venedig und Frankreich bis 1628
Georg Wolmar (auch: Waldemar, Woldemar, Wolmar, Volmar, Woidimir) stammte aus der deutsch-baltischen Familie Fahrensbach. Er war Sohn des Jürgen von Fahrensbach und der Sophia von Fircks. 1610 vermählte er sich mit Christina Marie Chodkiewicz († 1619), vor 1628 ein weiteres Mal mit Agnes von Everstein. Aus Fahrenbachs persönlicher Korrespondenz mit Jan Karol Chodkiewicz, sie bezeichneten sich gegenseitig als Schwager, geht hervor, dass aus der ersten Ehe mindestens ein Kind geboren wurde. Aus zweiter Ehe überlebte ihn ein Sohn, dies war Graf Gustav Adolf von Fahrensbach.
Schon 1596 wurde er Herr auf Rujen, welches seinem Vater von Sigismund III. 1587 auf Lebenszeit verliehen ward. 1597 besuchte er die lutherische Schule in Dorpat. Zum Zeitpunkt des Todes seines Vaters 1602 diente er bereits für einige Zeit als polnischer Offizier und schon 1607 war er Hauptmann zu Wolmar. 1608 wurde er Kommandant der Burg Riga und wird im Jahr 1609 im Zusammenhang der Verteidigung von Dünamünde durch den Schweden Stiernskiöld genannt. Durch seine Einheirat in die mächtige Familie Chodkiewicz im Jahre 1610 trat er auch zum Katholizismus über. Eventuell war er bereits 1611 Gouverneur, sicher im Januar 1612 Statthalter und Kriegsoberster in Livland. 1613 gehörten ihm Schloss und Gut Tarwast, sowie Karkus aus väterlichem Erbe. Er nahm an der Belagerung Pleskaus im Jahre 1615 teil. Noch 1616 wird er als polnischer Gouverneur von Livland genannt. Selben Jahres nahm er Pernau für die Schweden. Er trat in den Dienst Herzog Wilhelms von Kurland. Am 1. April 1617 war er dessen Stellvertreter und Gouverneur in Kurland. Am 8. November 1617 übergab er Dünamünde an Fürst Krzysztof Radziwiłł. Ein Angriff auf Riga scheiterte knapp, er floh am 24. November nach Groß-Autz in Kurland und wurde von den Rigensern bis Bullen verfolgt. In den Jahren 1617–1620 war er in Streitigkeiten mit Rigaer Bürgern unter Beteiligung Radziwiłłs verstrickt. Am 6. März 1618 trat er das Gut Zintenhof an Wilhelm de la Barre für dessen rückständige Besoldung ab. Groß-Autz, Schwarden und Sahten hatte er nicht aus mütterlichem Erbe, sondern als Provisio regia besessen. Ebenfalls 1618 gab er Pernau an die Polen zurück. 1623, noch als schwedischer Offizier, übergab er die ihm von der Krone verpfändeten Dörfer Sainall (Sainigal) und Karefer an Anton von Weymarn († 1629) für 2700 Thlr., die dieser ihm geliehen hatte. Später ist er zu den Polen übergegangen und ist dafür von König Gustav Adolph für vogelfrei erklärt worden. Er begleitete eine polnische Expedition gegen die Türken an der Moldau, geriet in Gefangenschaft und wurde in der Nähe von Konstantinopel bis 1623 in Haft gehalten. Es schloss sich ein Aufenthalt in Siebenbürgen an, in dieser Zeit stand er auch in venezianischen und französischen Diensten.

## Im Dienst auf wechselnden Seiten im Dreißigjährigen Krieg, Intrigen, Verrat und Hinrichtung 1632

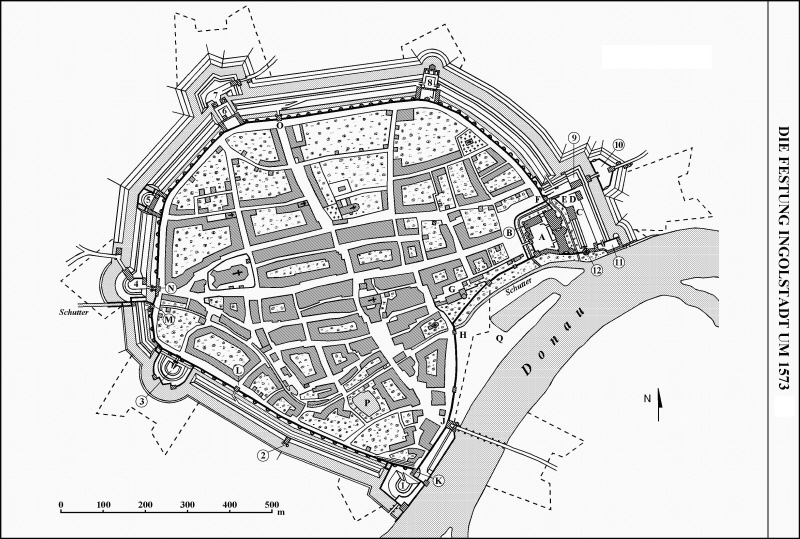
Landesfestung Ingolstadt 1573

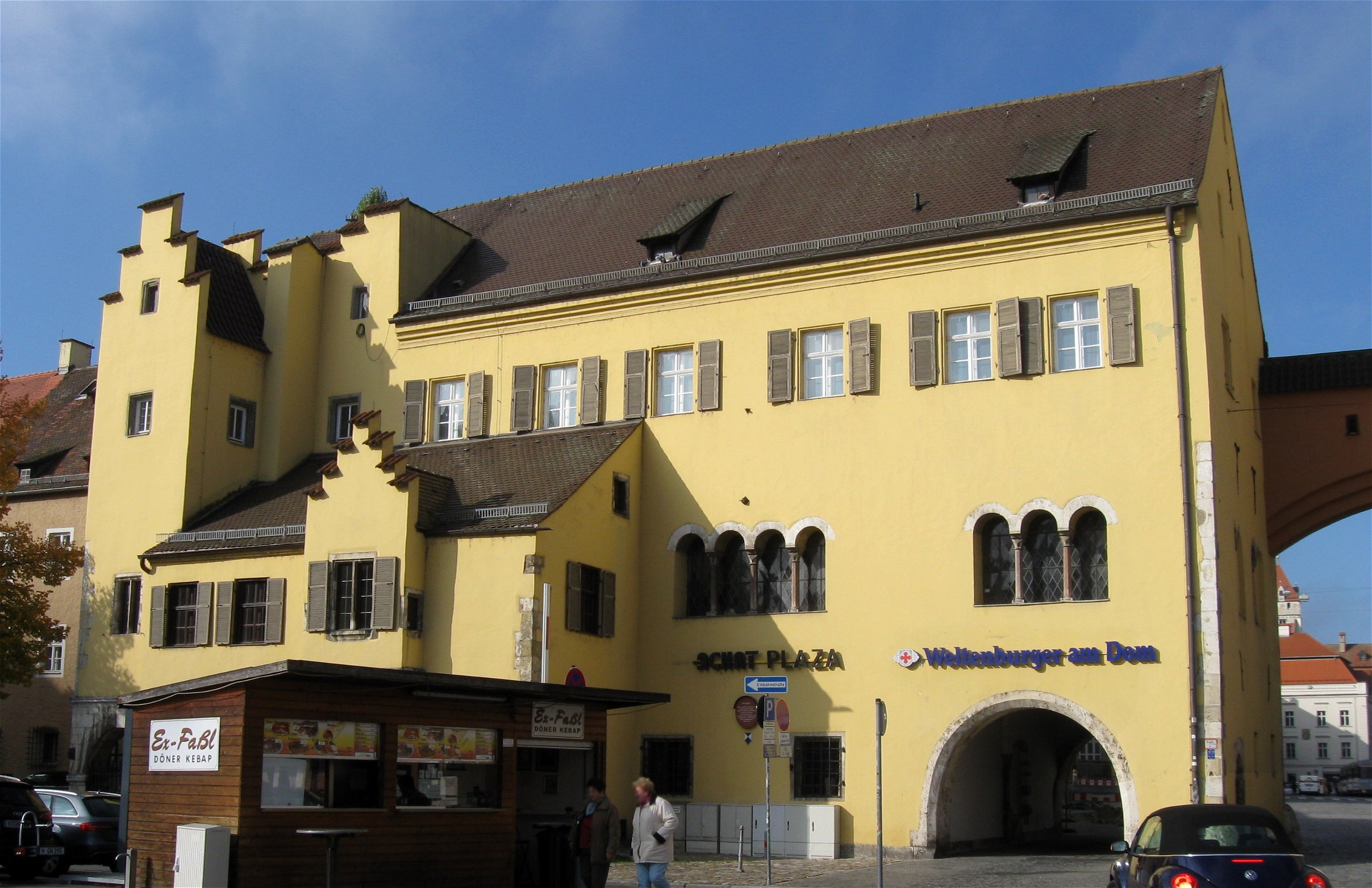
Alter Kornmarkt Regensburg, Bayerische Residenz, Herzogshof

Im Herbst 1628 traf er König Gustav Adolf in Elbing, noch ein Jahr später wurde er als sich in Schweden aufhaltend genannt, begab sich jedoch selben Jahres nach Frankreich. 1631, jedoch als Graf von Karkus, finden wir ihn im Kaiserlichen Heer. Im Januar 1632 wird er im Zusammenhang mit dem Plan eines spanischen Angriffs auf Dünkirchen, Elfsborgs und Göteborg genannt.
Um 1632 trat er als Obrist in Bayerische Dienste. Ihm und General Johann Philipp Cratz von Scharffenstein wurde 1633 die Kommandantur der Landesfestung Ingolstadt anvertraut. Eine Konspiration, die Festung im Mai 1633 an die Schweden unter Bernhard von Sachsen-Weimar, der beim Kampf um Regensburg im Anmarsch auf Regensburg begriffen war, kampflos zu übergeben, wurde ihm zum Verhängnis. Die Verschwörung flog auf und während Cratz von Scharfenstein flüchten konnte und zu den Schweden überging, wurde er gefangen genommen, in das von bayerischen Truppen besetzte Regensburg gebracht und am 10. Mai 1633 auf dem Richtplatz des bayerischen Kurfürsten am Kornmarkt unter dramatischen Begleitumständen enthauptet. Seiner Hinrichtung hatte er sich zunächst gewaltsam widersetzt und wurde am Ende von drei Henkern gemeinsam umgebracht. Ein Gnadengesuch, welches seine Gattin bei Kaiser zu erwirken suchte und erhielt, traf erst am darauffolgenden Tage ein. Begraben wurde er auf dem Friedhof des Franziskanerklosters außerhalb des Stadtgebiets von Regensburg im bayerischen Stadtamhof nördlich der Donau.

## Nachbetrachtungen
In der letzten Lebensphase, spätestens ab Winter 1627/1628, wurde er häufig als Graf tituliert, wofür aber bisher keine Herleitung gefunden werden konnte. Er war ein nicht untypischer Sohn seiner Zeit, ein Soldat des Schicksals. Das Urteil über ihn, welches man bei vielen Autoren nachlesen kann, ist wenig schmeichelhaft. Sicher beherrschte er viele Sprachen, war auch sonst gebildet und wohl auch militärisch talentiert. Jedoch wird er überwiegend als ruchloser Abenteurer, unzeitiger Gouverneur, sehr unbeständigen Gemütes, Abenteurernatur niedrigen Schlages, ehrgeizig und gewissenlos, frech, zynisch, gleichgültig, voll der Selbstsucht, ein wunderliches Regiment führend usw. beschreiben, so dass man ihn zwar zweifelsohne zu den Großen zählen muss, keineswegs aber zu den ruhmvollen und ehrenhaften, welche seine Familie hervorbrachte.
Als Beispiel seiner charakterlichen Skrupellosigkeit und zur Verdeutlichung des Urteils, welches die Nachwelt über ihn fällt, muss man nicht erst seinen mehrfachen Verrat an seinem jeweiligen Dienstherren herbeizitieren. So ließ Wolmar Fahrensbach bereits am 7. Juni 1614 einen jungen Kerl, der ihm Briefe gebracht, erschießen.